# Drei Furien & ein warmer Bruder
Drei Furien & ein warmer Bruder ist eine niederländische Filmkomödie von Paula van der Oest aus dem Jahr 2001.

## Handlung
Ninos 33. Geburtstag steht kurz bevor, als er seiner Mutter mitteilt, dass er in drei Wochen heiraten werde. Nicht nur die Mutter ist überrascht, sondern auch seine drei Schwestern: Sonja ist Schriftstellerin und Journalistin, mit Hugo verheiratet und Mutter eines Kindes; Michelle ist im Wohltätigkeitsbereich aktiv, hat fünf adoptierte Kinder und ist mit Jan verheiratet; Wanda wiederum ist solo, Künstlerin und hat seit längerem eine Affäre mit Hugo. Alle drei stehen Ninos Entscheidung aufgebracht gegenüber, weil sie wissen, dass Nino schwul ist, so lebte er viele Jahre mit dem attraktiven Felix zusammen. Die Heirat, so schlussfolgern sie, ist eine reine Zweckgemeinschaft, da ihr verstorbener Vater Nino das portugiesische Familienhotel Paraíso versprochen hat, sollte er je heiraten. Er wusste, dass Nino keine Frauen liebt.
Die drei Schwestern suchen Nino auf, der gerade Besuch vom Standesbeamten hat. Sie erzählen diesem, dass Nino schwul ist. Zudem lernen sie Ninos Freundin Bo kennen, die sie mit ihrer freundlichen Art überrumpelt. Wanda zieht sich aus jedem sich anbahnenden Konflikt zurück, da sie in Bo eine Kunstkritikerin erkennt und sie vor ihrer anstehenden Ausstellungseröffnung nicht gegen sie aufbringen will. Dennoch planen die drei Schwestern, Nino und Bo auseinanderzubringen. Wanda soll mit Nino reden, da sie ihn am besten kennt. Nino bestreitet vor ihr, schwul zu sein. Er macht ihr jedoch auch deutlich, dass die Hochzeit erfolgt, weil er Geld braucht. Daher plant er auch, das Hotel sofort nach der Hochzeit zu verkaufen. Die Schwestern schicken nun Hugo vor, der Bo verführen und so von der Hochzeit abbringen soll, doch lässt Bo ihn abblitzen. Sonja wiederum erkennt, dass Hugo und Wanda eine Affäre haben. Sie rächt sich, indem sie in einem neuen Artikel über die Phantasien von Frauen eine Szene einbaut, in der sie mit Jan schläft. Hugo stellt Jan zur Rede, der eine Affäre abstreitet, aber zugibt, schon immer in Sonja verliebt gewesen zu sein.
Die drei Schwestern beschließen, die Hochzeit vor Ort in Portugal zu verhindern. Bo nimmt sie gerne mit, kann sie bei den Hochzeitsvorbereitungen doch jede Hilfe gebrauchen. Weil Bo trotz aller Freundlichkeit Wandas Ausstellungseröffnung verrissen hat, ist Wanda fester denn je entschlossen, das Hotel nicht an sie zu verlieren. Die Schwestern erzählen Bo schließlich, dass Nino schwul ist und lange Zeit mit Felix zusammenlebte. Bo behauptet, dies schon lange zu wissen und die offene Gestaltung ihrer Beziehung und Ehe besonders zu mögen. Kurz darauf wird ihr schlecht. Ein Schwangerschaftstest zeigt, dass sie ein Kind von Nino erwartet. Dem sind in der Zeit ihrer Abwesenheit Zweifel gekommen. Immer wieder schaut er sich Felix’ Kochsendung im Fernsehen an, trägt jedoch ein größeres Geheimnis in sich: Er ist transgeschlechtlich und fühlt sich schon immer im falschen Körper gefangen. Mit dem Geld aus dem Hotelverkauf wollte er seine geschlechtsangleichende Maßnahme finanzieren. Er sucht Felix in Frauenkleidung auf, geht jedoch wieder, ohne mit ihm zu sprechen. Er berichtet schließlich Jan und Hugo von seinen Plänen und beide unterstützen sein OP-Vorhaben, aber auch die Hochzeit. Sie können den Kampf der Schwestern um das Hotel nicht mehr ertragen und haben beide keine Ambitionen, mit der Familie nach Portugal zu ziehen. Sie machen Nino klar, dass er sich ja sehr schnell scheiden lassen könne. Bos Nachricht, dass sie schwanger ist, zerstören diese Pläne. Am Tag der Hochzeit ist es die Mutter der Geschwister, die für klare Verhältnisse sorgt. Sie hat Felix zur Hochzeit eingeladen und er erscheint, kurz bevor Nino sein Ja-Wort geben will. Als Nino auf die Frage des Standesbeamten schließlich Nein sagt, bricht für Bo eine Welt zusammen, während die Schwestern diese für sie positive Wendung feiern. Nino wiederum gesteht Bo seine wahren Gefühle. Sie steht zu ihm, kleidet ihn als Braut um und lässt ihn so zu Felix gehen. Der akzeptiert Nino so, wie er (sie) ist, und der Standesbeamte traut am gleichen Tag Nino und Felix. Später sieht man die Schwestern im Krankenhaus. Sie suchen Nino auf, die gerade ihre erste Operation hinter sich hat. Auch Bo ist im Krankenhaus, hat sie doch ihr Kind zur Welt gebracht. Die Betten von Nino und Bo werden zusammengestellt und Felix legt das Neugeborene Nino in die Arme.

## Produktion
Drei Furien & ein warmer Bruder wurde unter anderem in Amsterdam gedreht. Die Kostüme schuf Mariella Kallenberg, die Filmbauten stammen von Harry Ammerlaan. Der Film erlebte am 14. September 2001 auf dem Toronto International Film Festival seine Premiere und lief am 8. Mai 2002 in den niederländischen Kinos an. In Deutschland erschien er am 19. Mai 2005 auf DVD.
Gleichgeschlechtliche Ehen sind in den Niederlanden seit dem 1. April 2001 gesetzlich möglich.

## Kritik
Für den film-dienst war Drei Furien & ein warmer Bruder eine „dialoglastige Tragikomödie über zerrüttete Familienverhältnisse und Gier, in der sich das nahezu diabolische Trio für keine Gemeinheit zu schade ist.“

## Auszeichnungen
Auf dem Niederländischen Filmfestival gewann Jacob Derwig ein Goldenes Kalb als Bester Hauptdarsteller. Paula van der Oest war für ein Goldenes Kalb für das Beste Drehbuch und Sylvia Poorta für den Preis als Beste Hauptdarstellerin nominiert.
Auf dem Copenhagen International Film Festival wurde Paula van der Oest für einen Goldenen Schwan nominiert. Der Film erhielt 2003 eine Oscarnominierung als Bester fremdsprachiger Film.